# Friederich von Liechtenstein
Friederich von Liechtenstein (Friedrich Prinz von Liechtenstein) (n. 21 septembrie 1807, Viena, Imperiul Austriac – d. 1 mai 1885, Viena, Austro-Ungaria) a un general austriac, guvernator al Transilvaniei între anii 1858-1861.